# Пулавы (гмина)
Гмина Пулавы (пол. Gmina Puławy)  —  сельская гмина (волость) в Польше, входит как административная единица в Пулавский повет,  Люблинское воеводство. Население — 11 157 человек (на 2004 год).

## Сельские округа
1. Анелин
2. Борова
3. Броновице
4. Доброславув
5. Голомб
6. Гура-Пулавска
7. Гура-Пулавска-Колёня
8. Янув
9. Соснув
10. Ярошин
11. Каетанув
12. Кликава
13. Коханув
14. Коваля
15. Леокадюв
16. Ленка
17. Матыги
18. Небжегув
19. Нецеч
20. Опатковице
21. Пахноволя
22. Пискорув
23. Полесе
24. Скоки
25. Смогожув
26. Томашув
27. Вулька-Голембска
28. Зажече

## Соседние гмины
1. Демблин
2. Гмина Гневошув
3. Гмина Полична
4. Пулавы
5. Гмина Пшиленк
6. Гмина Рыки
7. Гмина Жыжин